# Джангил (народ)
Джангил (также рутландские джарава) — были одним из андаманских коренных народов. Прежде были распространены по всему острову Рутланд и назывались «рутландские джарава», так как предполагалось, что они были связаны с соседним народом Джарава.
С тех пор, как в середине XIX века они впервые были зарегистрированы, как народность, прямые контакты с ними были весьма редки и, в основном, избегались самими аборигенами. Существует лишь несколько задокументированных случаев, где иноземцы сталкивались с членами данной народности, последний такой случай имел место в 1907 г. Экспедиции, посланные вглубь острова в 1920-х, не сумели найти каких-либо признаков обитания людей. Их исчезновение, скорее всего, явилось следствием заноса какой-либо болезни, к которой у народа не было естественного иммунитета.